# Winchester Repeating Arms Company

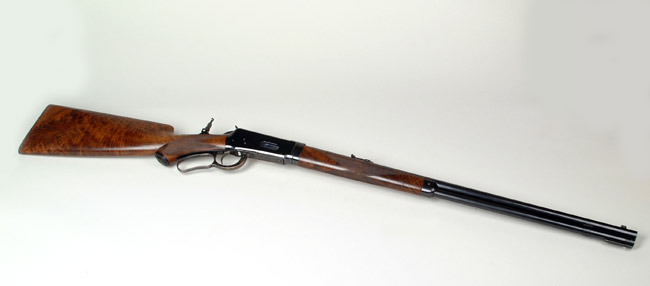
Winchestergevär, modell 1894 (nyare tillverkning).

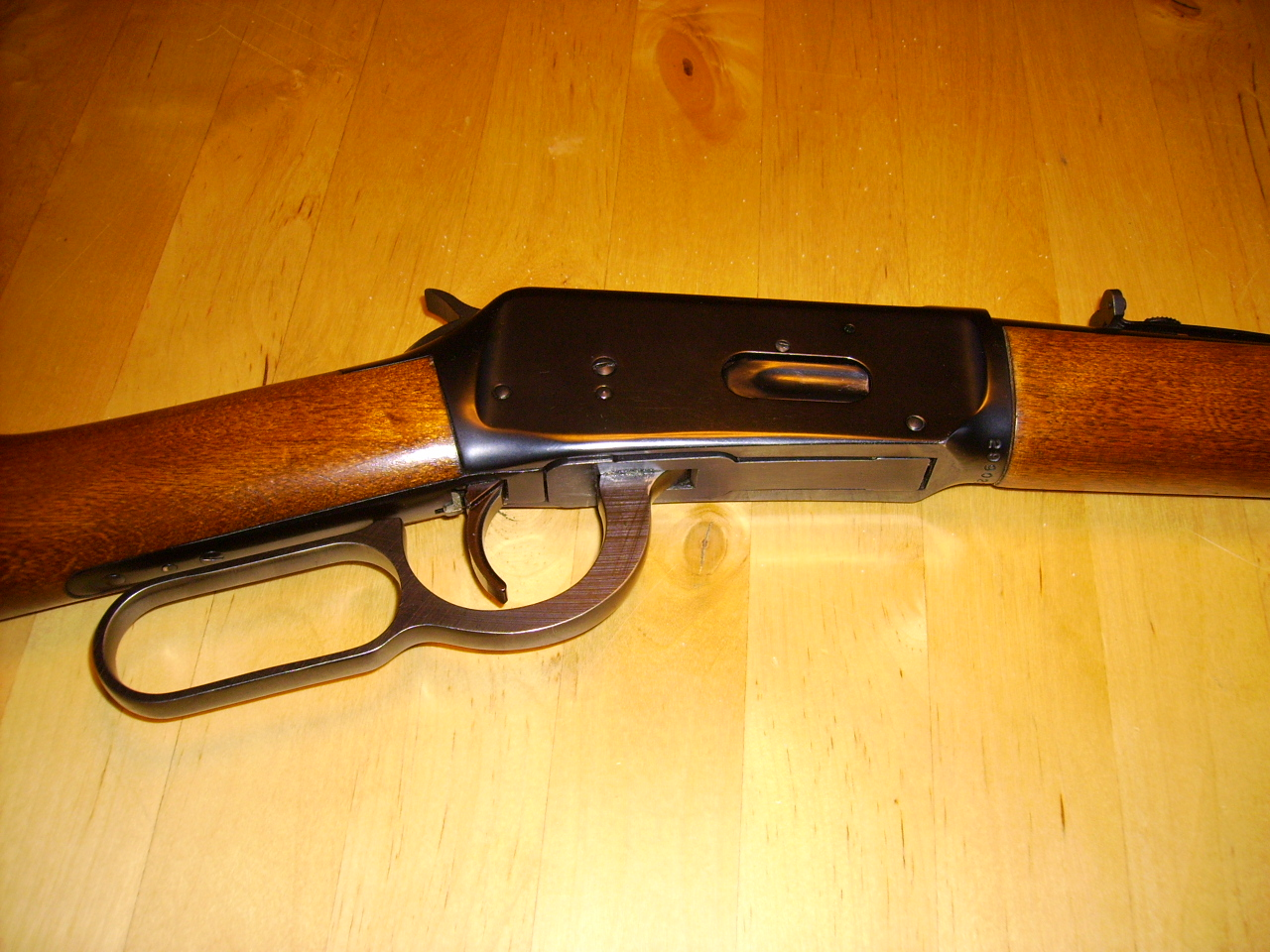
Modell 94

Winchester (fullständigt namn: Winchester Repeating Arms Company) var en amerikansk tillverkare av skjutvapen. Företaget var mest känt för sina bygelrepetergevär. Företaget Winchester grundades 1866 av Oliver Winchester i New Haven, Connecticut. Winchester hade varit huvudägare i New Haven Weapons Company som från 1860 hade haft stora framgångar med bygelrepeterstudsaren Henrygeväret. Men efter en konflikt med vapenkonstruktören Benjamin Tyler Henry om inkomsterna från vapentillverkningen valde han att lämna företaget och starta sitt eget, och lansera en förbättrad version av Henrygeväret, Winchestergeväret (senare känt som Winchester modell 1866). Försäljningen kom mycket snart att vida överträffa den av Henrygeväret, och geväret tillverkades ända in på 1890-talet. 1873 kom en ytterligare förbättrad modell kända modell Winchester modell 1873, känt som "The Gun That Won The West" där den tidigare kantantändningen ersatts med centralantända patroner.
En större variant för kraftigare patroner togs fram 1876, Winchester m/1876. Den närmade sig dock gränsen för vad Winchesters klassiska mekanism klarade av. I samarbete med John Moses Browning utvecklades Winchester m/1885, ett enkelskottsvapen som togs fram för att fylla behovet av ett kraftigare vapen och slå sig in på den marknad som öppnat sig sedan Sharps Rifle Manufacturing Company lagts ned 1882. John Moses Browning hjälpte även företaget att utveckla en ny version av Winchesters bygelrepeter med en konstruktion som klarade högre tryck, Winchester m/1886.
Den populära Winchester modell 1892 presenterades i första hälften av 1890-talet för att ersätta Winchester modell 1873 som då fortfarande var i produktion men nu började bli rejält föråldrad, även om den kom att finnas kvar i produktionen ända fram till 1920-talet. Den är i stort sett en modell 1886 men med pistolammunition i stället för gevärsammunition. Winchester modell 1892 tillverkades med samma patroner som modell 1873, 44-40, 38-40, 32-20 men de tog även fram en ny patron - 25-20 Winchester.  
Under den senare delen av 1800-talet och början av 1900-talet konstruerade Winchester bland annat bygelrepeterstudsaren Model 94 och pumphagelbössan Model 97.
För Modell 94 tog man 1895 åter fram en ny patron 30-30 winchester. Det var den första jaktpatronen i USA för röksvagt krut, och patronen lever fortfarande kvar 110 år senare. 
Under första världskriget startade företaget även en militär produktion av bland annat M1903 Springfield gevär till den amerikanska armén. Den militära produktionen fortsatte under andra världskriget, då främst av halvautomatiska M1 Garand-gevär.
Efter kriget koncentrerade sig Winchester åter på den civila produktionen av jaktvapen. Under 1950-talet lanserades bland annat pumphagelbössan Model 12 och cylinderrepeterstudsaren Model 70. Under perioden från slutet av 1950-talet till mitten av 1980-talet tillverkade Winchester, i samarbete med den japanska vapentillverkaren Miroku även högklassiga hagelvapen av bryttyp, som till exempel sida vid sidan Model 23.
1931 blev företaget bankrupt, och köptes upp av Western Cartridge Company varpå namnet Winchester-Western anammades. 2006 gick företaget, som en tid brottats med kvalitetsproblem, i konkurs. Företaget köptes då upp av den belgiska vapentillverkare som idag heter FN-Browning (Fabrique Nationale). Produktionen av Winchesters pumphagelbössor och halvautomatstudsare har sedan dess skett i Brownings fabrik i USA. 2008 återupptogs även produktionen av den klassiska studsaren Model 70 och bygelrepetern Model 94.